# Ivan Švarný
Ivan Švarný (ur. 30 października 1984 w Nitrze) – słowacki hokeista, reprezentant Słowacji.

## Kariera
- HK Nitra U20 (-2002)
- Belleville Bulls (2002-2004)
- New Mexico Scorpions (2004-2005)
- HK Nitra (2005-2007)
  -  HK Levice (2006)
- HC Oceláři Trzyniec (2007)
- HC Prostějov (2007)
- HC Litvínov (2007-2011)
- Slovan Bratysława (2011-2013)
- KHL Medveščak Zagrzeb (2013-2014)
- Dynama Mińsk (2014-2015)
- Slovan Bratysława (2015-2017)
- Kärpät (2017)
- Slovan Bratysława (2017-2019)
- HKm Zvolen (2019-2020)
- HK Nitra (2020-)

Wychowanek HK Nitra. Przez kilka lat występował w kanadyjskiej lidze juniorskiej OHL, a następnie w amerykańskiej CHL. Występował w rozgrywkach słowackiej i czeskiej ekstraligi. Od maja 2011 zawodnik Slovan Bratysława, w tym od 2012 w lidze KHL. W lipcu 2013 przebywał na testach w beniaminki tych rozgrywek, chorwackim klubie KHL Medveščak Zagrzeb, po których pierwotnie go zwolniono, lecz w sierpniu 2013 podpisano z nim kontrakt na rok. Od maja 2014 zawodnik białoruskiego klubu Dynama Mińsk, związany dwuletnim kontraktem. Zwolniony w czerwcu 2015. Od lipca 2015 ponownie zawodnik Slovana Bratysława. W marcu 2017 przedłużył kontrakt o rok. Od lutego 2017 zawodnik Kärpät. W maju 2017 wrócił do Slovana. W czerwcu 2019 przeszedł do HKm Zvolen. Od sierpnia 2020 ponownie zawodnik HK Nitra.
Uczestniczył w turniejach o mistrzostwach świata w 2009, 2013, 2014, 2016.

## Sukcesy
Klubowe
- Brązowy medal mistrzostw Słowacji: 2006 z HK Nitra
- Złoty medal mistrzostw Słowacji: 2012 ze Slovanem

Indywidualne
- Ekstraliga słowacka w hokeju na lodzie (2011/2012): skład gwiazd
- KHL (2018/2019): trzecie miejsce w klasyfikacji liczby zablokowanych strzałów w sezonie zasadniczym: 92[12]